# Looc
Looc es un municipio filipino de quinta categoría perteneciente a la provincia isleña de Mindoro Occidental en Mimaropa. Con una extensión superficial de 90,40 km²,  tiene una población de 9.132 personas que habitan en 2.878 hogares.	
Su alcalde es Nestor N. Tria. Para las elecciones a la Cámara de Representantes está encuadrado en Único Distrito Electoral de esta provincia.

## Geografía
El municipio de Looc  ocupa la parte oriental de la isla de Lubang que se encuentra situada al noroeste de la isla de Mindoro.
Rodeado por el Mar de la China Meridional, linda al oeste con el municipio de Lubang.
Su término incluye las islas de  Ambi  y de Golo situadas en el Pasaje de la Isla Verde.
La isla de Golo es larga, estrecha y en posición plana. Tiene una extensión superficial de 26 km². En la misma se encuentran los barrios de Talaotao al este y de  Bulacán al oeste.
Ambi es una isla de origen volcánico cuyo extinto volcán  Benagongón alcanza una altura de 760 m s. n. m.  Tiene una extensión superficial de 26 km² y comprende el barrio de Ambi. Islas adyacentos son las de Malavatuán y de Mandawig.

## Barrios
El municipio  de Looc se divide, a los efectos administrativos, en 9 barangayes o barrios, conforme a la siguiente relación:
| - Agkawayán - Ambil Tabao y Tambo | - Balikyas - Bonbón (Población) | - Bulacán - Burol | - Guitna (Población) - Kanlurán (Población) | - Talaotao |

## Historia
El 13 de junio de 1950, la provincia de Mindoro se divide en dos porciones: Oriental y  Occidental.
La   provincia Occidental comprendía los siguientes ocho municipios: Abra de Ilog, Looc, Lubang, Mamburao, Paluán, Sablayán, San José y Santa Cruz.

## Patrimonio
Iglesia parroquial  católica bajo la advocación de San Rafael.
Forma parte del Vicariato Foráneo de Nuestra Señora de la Asunción de  la Vicaría Apostólica de San José en Mindoro sufragánea  de la Arquidiócesis de Lipá.